# Smartmontools
smartmontools – zestaw programów do obsługi podsystemu S.M.A.R.T. dysków twardych.
Na pakiet smartmontools składają się dwa programy smartctl i smartd. Pierwszy z nich to uniwersalne narzędzie od konfiguracji, uruchamiania testów i odczytywania z dysku informacji o jego stanie. Daemon smartd odpowiada natomiast za stałe monitorowanie dysku. Programy te działają w środowisku systemów operacyjnych GNU/Linux, FreeBSD, NetBSD, Solaris oraz Microsoft Windows. Całość udostępniana jest na licencji GNU General Public License.